# Vida (canção de Ricky Martin)
Vida é uma canção do cantor porto-riquenho Ricky Martin. Lançada em 22 de Abril de 2014 pela Sony Music Entertainment, como segundo single do álbum oficial da Copa do Mundo FIFA 2014, One Love, One Rhythm. Uma segunda versão foi lançada trazendo a participação do grupo brasileiro Dream Team do Passinho. O vídeo da musica foi gravado no Rio de Janeiro.

## Faixas e formatos
| N.º            | Título                       | Duração |  |
| 1.             | "Vida" (Versão em Inglês)    | 3:24    |  |
| 2.             | "Vida" (Versão em Portugues) | 3:27    |  |
| 3.             | "Vida" (Versão em Espanhol)  | 3:27    |  |
| Duração total: | Duração total:               | 10:18   |  |

## Desempenho nas paradas
| Paradas (2014)                               | Melhor posição |
| -------------------------------------------- | -------------- |
| Austrália (ARIA)                             | 75             |
| Chile (Top 20 Chart)                         | 16             |
| Coreia do Sul (Gaon Download Chart)          | 146            |
| Espanha (PROMUSICAE)                         | 5              |
| Estados Unidos (Billboard Hot Latin Songs)   | 5              |
| Estados Unidos (Billboard Latin Pop Airplay) | 4              |
| México (Mexican Pop Chart)                   | 16             |
| República Dominicana (Pop Chart)             | 12             |

## Histórico de lançamento
| País           | Data                | Formato          | Gravadora |
| -------------- | ------------------- | ---------------- | --------- |
| Áustria        | 22 de Abril de 2014 | Digital download | Sony      |
| Alemanha       | 22 de Abril de 2014 | Digital download | Sony      |
| Suíça          | 22 de Abril de 2014 | Digital download | Sony      |
| Reino Unido    | 22 de Abril de 2014 | Digital download | Sony      |
| Estados Unidos | 22 de Abril de 2014 | Digital download | Sony      |
| Áustria        | 6 de Maio de 2014   | Digital EP       | Sony      |
| Canadá         | 6 de Maio de 2014   | Digital EP       | Sony      |
| França         | 6 de Maio de 2014   | Digital EP       | Sony      |
| Alemanha       | 6 de Maio de 2014   | Digital EP       | Sony      |
| Itália         | 6 de Maio de 2014   | Digital EP       | Sony      |
| Suíça          | 6 de Maio de 2014   | Digital EP       | Sony      |
| Reino Unido    | 6 de Maio de 2014   | Digital EP       | Sony      |
| Estados Unidos | 6 de Maio de 2014   | Digital EP       | Sony      |